# Aeschynanthus andersonii
Aeschynanthus andersonii är en tvåhjärtbladig växtart som beskrevs av Charles Baron Clarke. Aeschynanthus andersonii ingår i släktet Aeschynanthus och familjen Gesneriaceae. Inga underarter finns listade i Catalogue of Life.